# Finstermünz

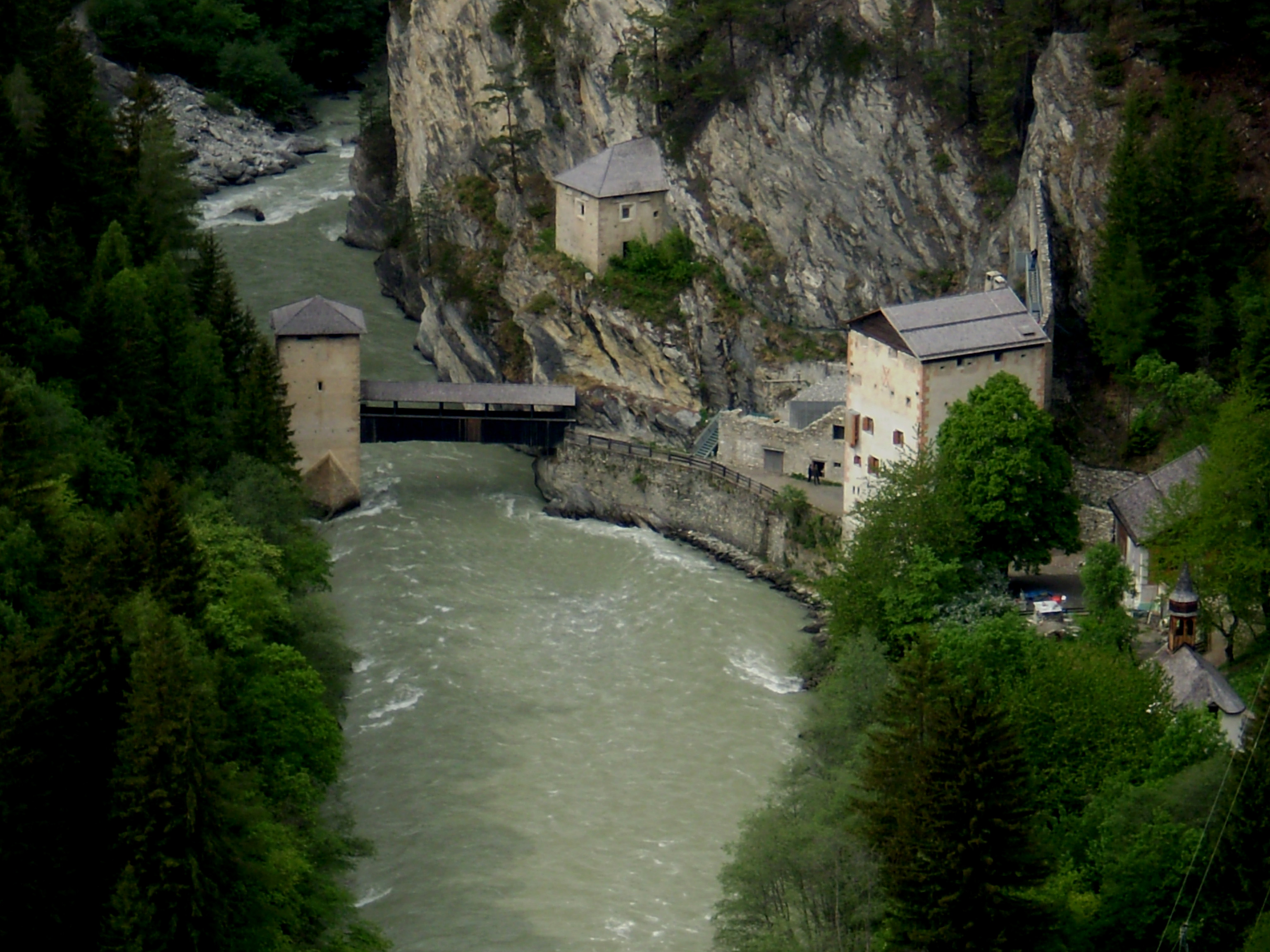
Veduta generale dall'alto

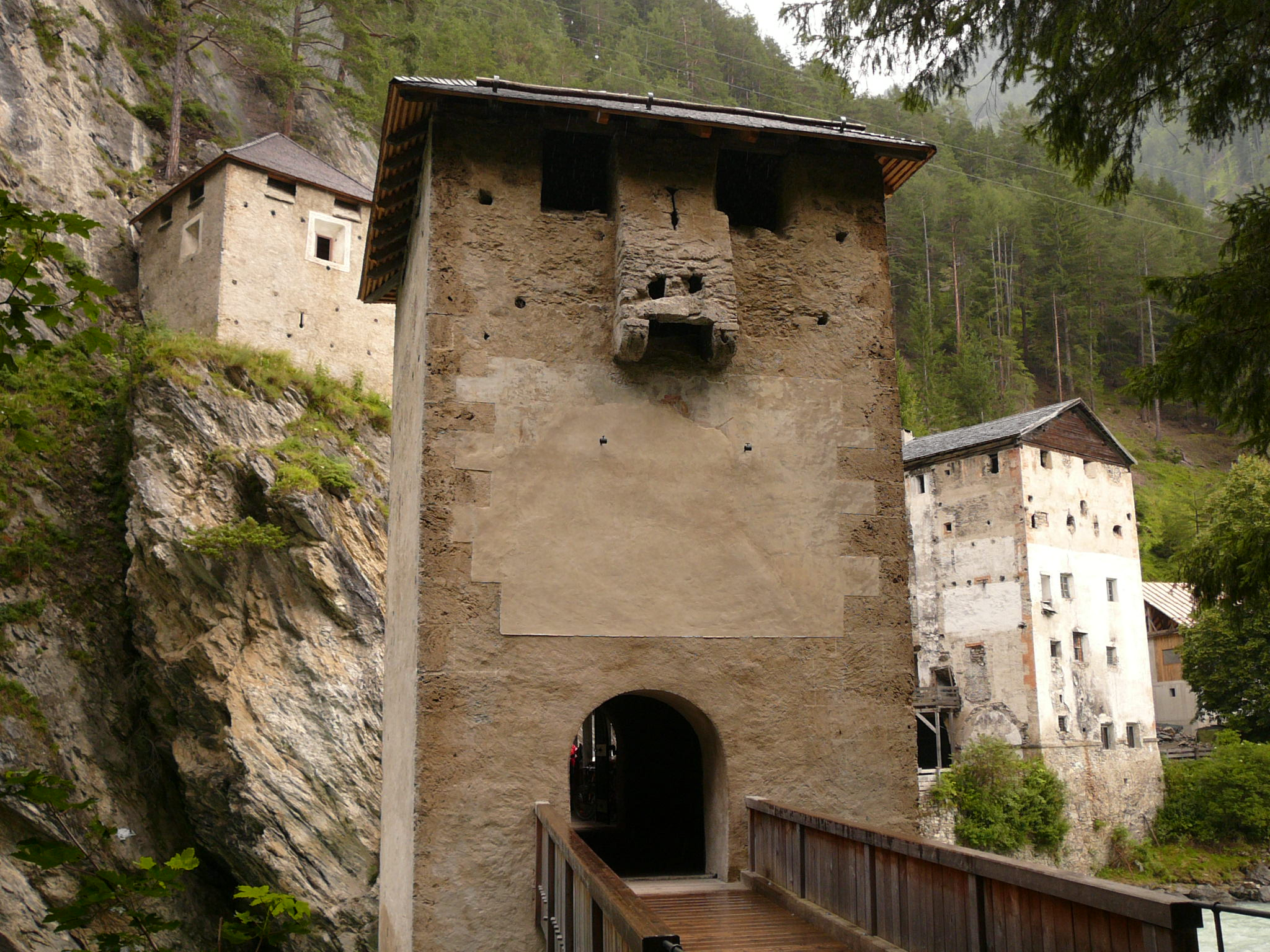
La struttura della chiusa

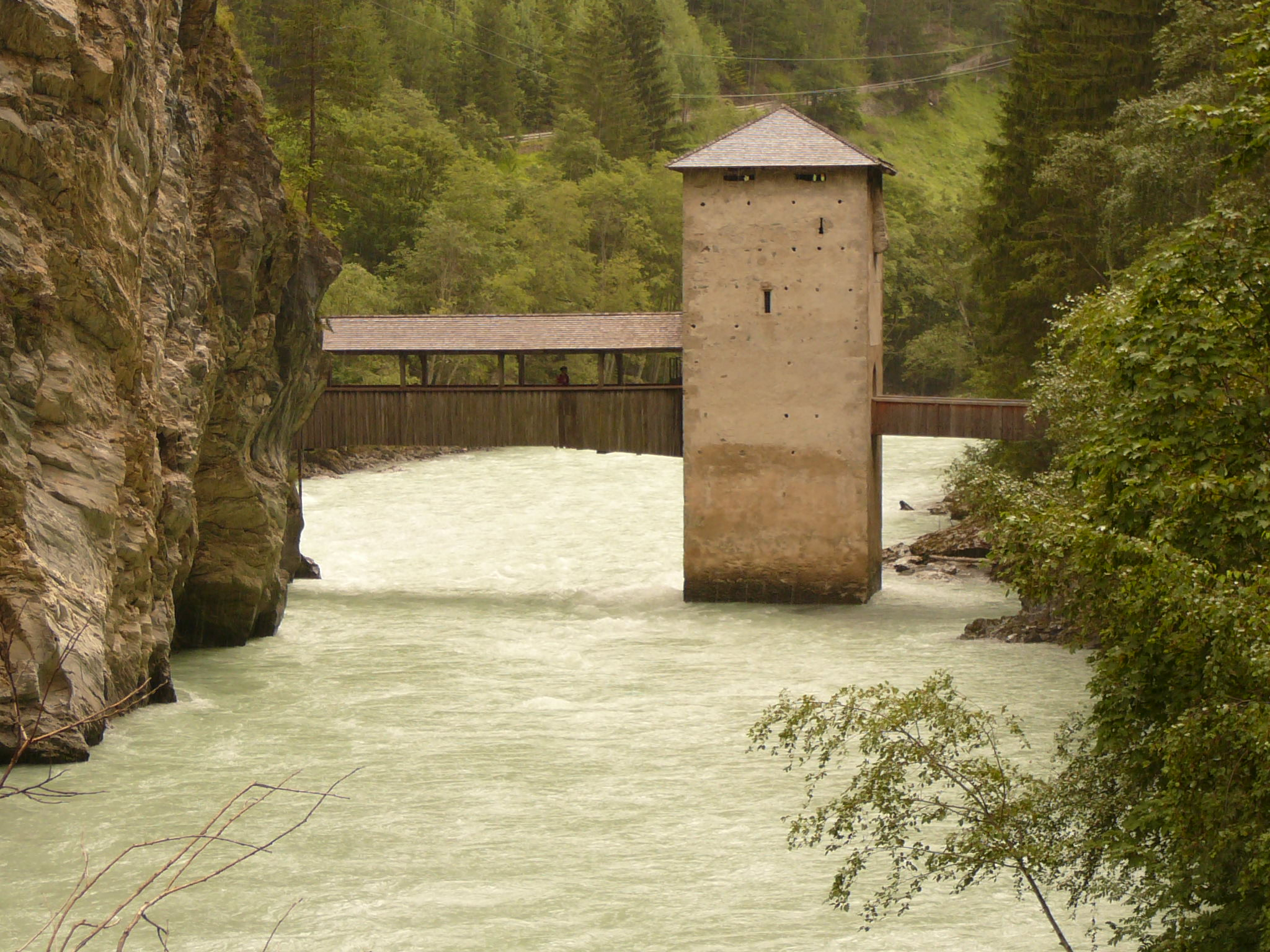
Il ponte con la torre al centro

Finstermünz, oggi Altfinstermünz (probabile derivazione dal latino Fines intra montes), è un passaggio fortificato sul fiume Inn, nel territorio comunale di Nauders, nel Tirolo. In antichità aveva la funzione di dogana.
Fino da quando fu edificata, la Via Claudia Augusta (nel 46 a.C.) scendeva dal passo Resia e andava a oltrepassare il fiume Inn, presso Finstermünz. Qui fino al 1854 fu mantenuto in funzione un posto di dogana. La strada di Hochfinstermünz, ovvero la parte più alta di Finstermünz, sulla quale si trova l'omonimo forte, fu costruita nel 1854, facendo perdere l'utilità della dogana.
Con il trattato del 1868, si sancì il confine al di sotto di Tschlin, e la Svizzera ottenne la sponda sinistra dell'Inn sino ad Altfinstermünz, rinunciando però alle fortificazioni sul Novellaberg. 
Soltanto nel 1923 fu costruita la strada che dalla valle dell'Engadina, porta al confine austriaco.
La dogana era formata da un ponte con una torre al centro, una torre più grande (la Torre della Chiusa), la cappella di Maria Assunta e il punto strategico di Sigmundseck.